# Астраповці
Астра́повці (рос. Астраповцы) — присілок у складі Орічівського району Кіровської області, Росія. Входить до складу Коршицького сільського поселення.
Населення становить 5 осіб (2010).